# Ócsag Imre
Ócsag Imre (Nagyszokoly, 1920. április 10. – Budapest, 1996. augusztus 1.) mezőgazdasági mérnök, címzetes egyetemi tanár, állattenyésztési szakíró.

## Élete
A tolnatamási félvér ló kialakulásáról írta mezőgazdaság-tudományi értekezését. Kutatásokat végzett a ló takarmányozásával és annak élettani folyamatainak vizsgálatával kapcsolatban. Foglalkozott a tolnatamási és a mezőhegyesi magyar félvér és a muraközi fajta tenyésztésével, a tengelici kisló előállításával, valamint a nóniusz fajta sportra való alkalmasságával illetve a ló mozgásának tanulmányozásával. Pályáját a mezőhegyesi ménesbirtokon kezdte mint gyakornok, majd 1949-től az Állattenyésztési Kutatóintézet lótenyésztési osztályán dolgozott, később pedig ennek az osztálynak lett a vezetője 1984-ig. Oktatta a lótenyésztést 1957-től a gödöllői, 1980-tól a debreceni agráregyetemen, magyar állattenyésztők generációit készítette fel szakmailag. Ő szervezte meg a gyermeklovagoltatást is. Szakírói munkásságát több ló- és ebtenyészeti szakkönyv is fémjelezi.

## Munkái
- A puli (Mezőgazdasági Kiadó, 1962)
- A nóniusz (Mezőgazd. Kvk., 1984)
- A kisbéri félvér (Mezőgazdasági Kiadó, 1989)
- Csikónevelés (Halász Bélával közösen, 1955)
- Magyar lovas könyv (Több társszerzővel együtt, 1988)
- Magyar kutyafajták (Sárkány Pállal közösen, Corvina; Mezőgazdasági Kiadó, 1987)
- A legifjabb lovas tömegsportjának kialakítása (Társszerző, 1989)
- Kis magyar lovaskönyv (KO-LIBRI Kvk., 1990)
- A gazdasági ló (GAZDA Kistermelői Lap- és Kvk., 1995)